# 蛇酒

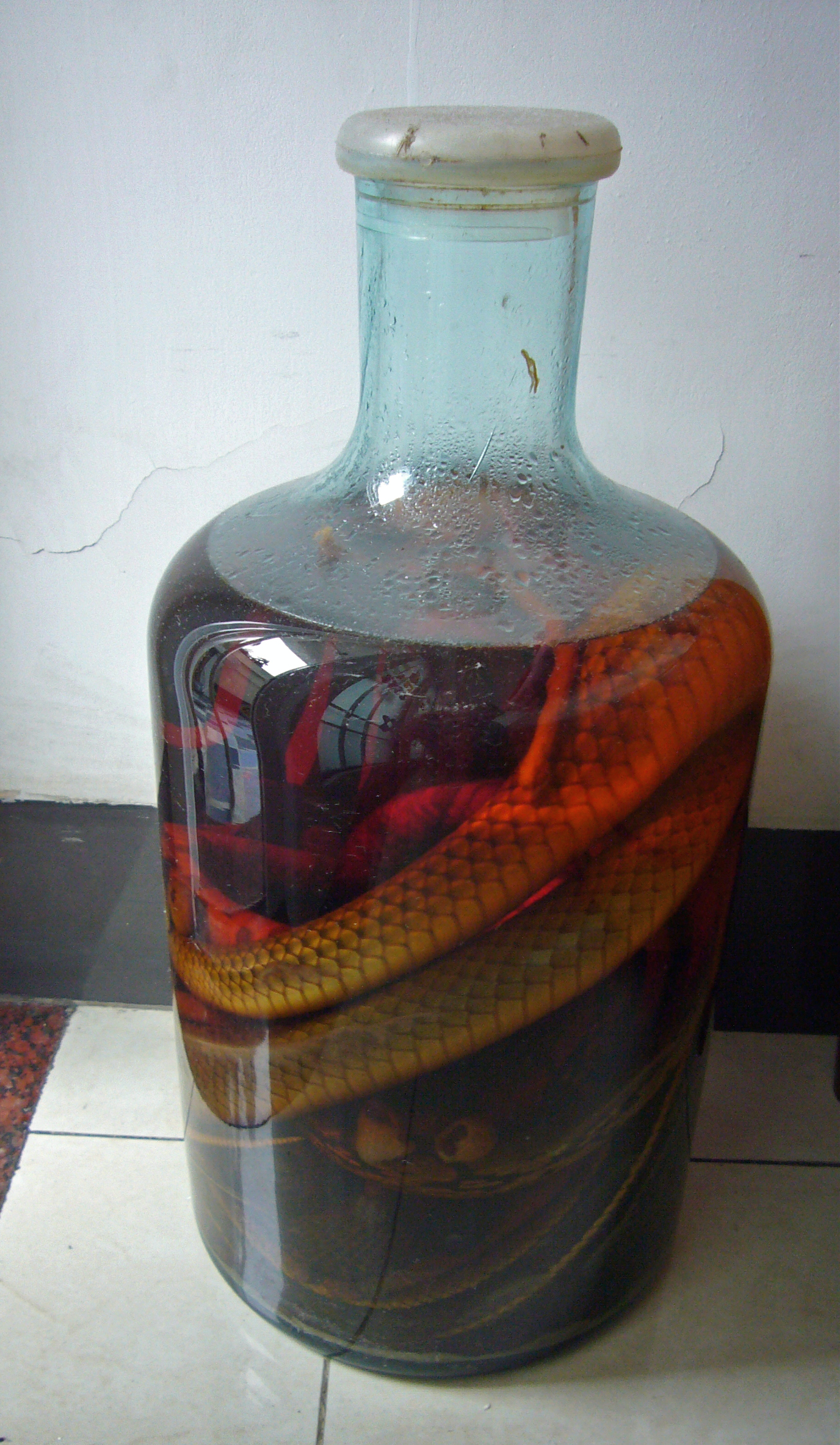
蛇酒。中国南部の広州市

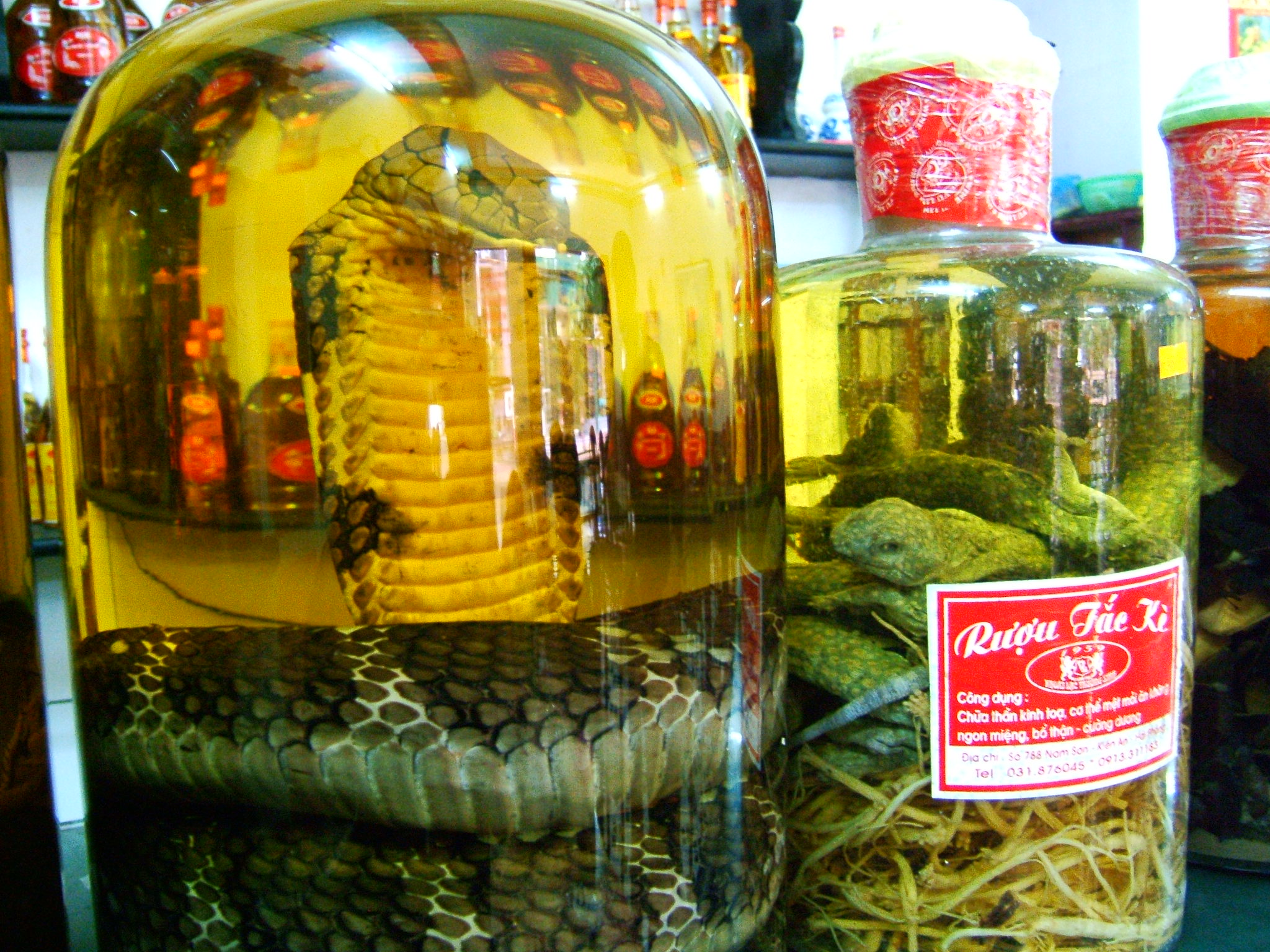
ベトナムでは蛇に限らず様々な生き物がライスワイン（ルオウ・カン）に漬け込まれる。左のものはコブラ酒（ルオウ・ラン）。

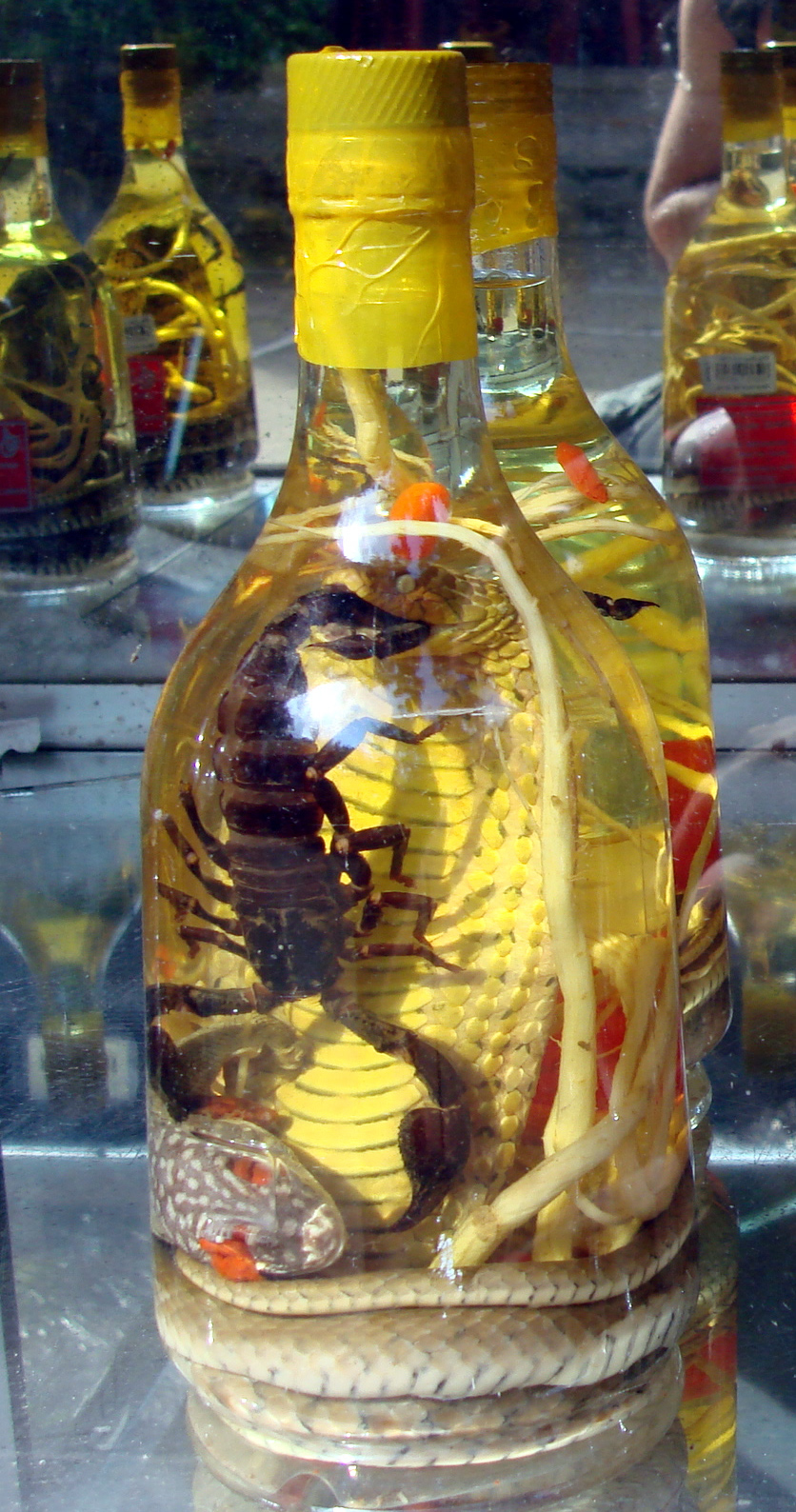
サソリと蛇の酒

蛇酒（へびざけ、へびしゅ、中国語: 蛇酒、拼音: shéjiǔ; ベトナム語: rượu rắn; 朝鮮語: 뱀주、뱀술、baemju、baemsul）は、蛇をライスワインやその他の穀類由来の酒に漬け込むことで作られるアルコール飲料である。この飲み物は最も早い記録では中国の西周朝（紀元前1046–771年）の時代に存在していたことがわかっている。当時蛇酒は重要な医薬品のひとつであり、中国医学によれば滋養強壮の効果が期待できるとされている。この文化は中国をはじめ、ベトナムや東南アジア全土に見ることができる。
漬け込まれる蛇はヘビ毒を持つものが好まれ、漬け置くことで蛇のエッセンスや毒液を酒に溶け込ませる。通常蛇の肉を保存することは目的に含まれない。
台湾、台北市の華西街夜市は蛇料理と蛇酒で有名である。

## バラエティ
単純に蛇酒と言った場合、2種類の製品に大別できる。
漬け込み型
毒蛇がガラスの瓶等の中でライスワインに漬け込まれるもの。漢方薬が一緒に漬け込まれる場合もあり、何ヵ月も寝かされる。気付け薬や強壮剤として通常小さな器で少量飲用される。
混ぜ込み型
蛇の体液がお酒に混ぜ込まれるタイプ。こちらは寝かせるようなことはせず、そのまま少量飲用される。蛇の血液を混ぜ込んだものは蛇のお腹を切り裂き、そこから直接お酒の入ったグラスに血液を注いで作られる。同様に蛇の胆嚢に切れ目を入れて胆汁を抽出する胆汁酒もある。

## 歴史
太古の昔から中国医学では蛇や蛇の組織は滋養強壮に良いとされてきた。記録として残っている範囲では最も早いものとして中国の西周朝（紀元前771年）で飲用されていたことが確認できる。紀元前300年から紀元200年頃にまとめられたとされる医学書、神農本草経にも蛇の薬効に関する記述が残されている。明朝の李時珍のまとめた医学書、本草綱目には蛇の種類ごとの用途、蛇のもつ器官、調合、製剤の仕方などが詳細にまとめられている。
蛇酒はベトナムや東南アジア、中国南部など広い範囲で見ることができる。

## 蛇酒の薬効
蛇に薬効があるとする評価は広く受け入れられており、蛇酒はしばしば万能薬として喧伝され、目が利くようになるというものから発毛効果、果ては精力増強に至るまで様々な効果が謳われている。ベトナムでも蛇酒（ルオウ・ラン）は健康と精力の増強に効果があると広く信じられている。しかしベトナムではヤモリやタツノオトシゴ等を用いて似たような飲料を作る文化があり、むしろこちらの方が蛇の物よりも一般的である。
蛇酒に使われるコブラやその他のヘビはしばしば絶滅危惧種に指定されているため、多くの国では蛇酒を輸入することは違法となる。